# Робинсон, Роберт (инженер)
Роберт Робинсон (англ. Robert Robinson, 22 июня 1906, Кингстон, Ямайка, Британская империя — 23 февраля 1994, Вашингтон, округ Колумбия, США) — американский и советский рабочий и инженер-механик, в возрасте 23 лет покинувший США ради высокооплачиваемой работы в Советском Союзе и чтобы не подвергаться более притеснениям по расовому признаку, депутат Московского совета депутатов трудящихся (Моссовета) в 1930-е годы, автор автобиографии о 44 годах жизни в СССР.

## Биография
Роберт Робинсон родился в 1906 году на Ямайке, входившей в состав Британской империи. Вскоре вместе с семьей он перебрался на Кубу, где и провёл детство. Помимо английского языка владел испанским и французским. Его отец покинул семью, когда Роберту было шесть лет. Его мать родилась на Доминике, работала прислугой врача, вслед за которым она оказалась на Ямайке. В США Роберт поселился в Детройте и устроился на работу на завод Генри Форда. Там он был единственным чернокожим станочником и регулярно сталкивался с враждебным поведением других сотрудников.
В 1929 году Форд Мотор Компани и руководство СССР договорились о сотрудничестве на Горьковском автомобильном заводе. В 1930 году советская делегация посетила компанию Форда, где Роберт работал в качестве рабочего-инструментальщика. Руководитель делегации предложил Робинсону и другим сотрудникам однолетние рабочие контракты в СССР с намного большей зарплатой, чем в США. Роберт принял приглашения ввиду массовой безработицы, спровоцированной Великой депрессией, институционального расизма в американском государстве и случая, произошедшего с двоюродным братом его друга, который был незадолго до этого линчеван на юге США.
Роберт Робинсон прибыл 4 июля 1930 года в Сталинград (ныне Волгоград), чтобы работать на Сталинградском тракторном заводе. Вскоре после прибытия он подвергся нападению двух других американских работников — белых Люиса и Брауна. Этот случай был широко освещён в советских СМИ с целью изобличения американского расизма.
После завершения рабочего контракта в Сталинграде в июне 1932 он планировал вернуться в США, однако в конечном счёте решил устроиться на Московский подшипниковый завод, где в декабре 1934 был избран депутатом Моссовета.
В 1937 году поступил и в 1944 году окончил полный курс Московского вечернего машиностроительного института по специальности «Танковое дизелестроение». От обязательного распределения отказался, потому что оно представляло собой фактически понижение по работе. Диплом о высшем образовании получил позже.
Во время Великой Отечественной войны был вынужден вместе со своим предприятием эвакуироваться в Куйбышев (ныне Самара). Пробыл там несколько месяцев, тяжело заболел и по состоянию здоровья ему пришлось вернуться в Москву.
После войны Роберту Робинсону было предложено сыграть в историко-биографическом фильме «Миклухо-Маклай» режиссёра Александра Разумного.
Робинсон, как он писал в своей автобиографии, десятилетиями стремился покинуть СССР. В 1974 году, при поддержке угандийских дипломатов, он добился разрешения на туристическую поездку в Уганду, из которой не вернулся. В своих мемуарах утверждал, что встречался с Иди Амином. Из Уганды Робинсон перебрался в США.
Роберт Робинсон всегда считал себя верующим в Бога и никогда не являлся членом КПСС.
В 1988 году в США Роберт Робинсон написал при участии Джонатана Слевина автобиографию Black on Red. My 44 Years inside the Soviet Union. An Autobiography by a Black American. В 2012 году издательством «Симпозиум» был опубликован русский перевод. В своей биографии Роберт рассказал о тяготах жизни иностранца в Советской России: сталинских репрессиях, бытовом расизме, советской бюрократии, слежках спецслужб и др. В своей автобиографии о жизни в СССР он писал: 
Я так никогда и не примирился с расизмом в Советском Союзе. Расизм постоянно испытывал мое терпение и оскорблял человеческое достоинство. Поскольку русские кичатся тем, что они свободны от расовых предрассудков, расизм их более жесток и опасен, чем тот, с которым я сталкивался в годы юности в Соединённых Штатах… На самом деле всех нерусских считают в этой стране неполноценными. В соответствии с негласной шкалой неполноценности, армяне, грузины и украинцы лучше других нерусских. Азиатам из советских республик — тем, у кого жёлтая кожа и узкие глаза — отводится место в самом низу этой шкалы. Чёрные — и того хуже. Реальность расизма противоречит картине социального совершенства, нарисованной властями.Роберт Робинсон. Чёрный о красных: 44 года в Советском Союзе. Автобиография чёрного американца
Умер Робинсон в 1994 году в округе Колумбия (США) от рака.

## Фильмография
| Год  |     | Название                       | Роль  |
| ---- | --- | ------------------------------ | ----- |
| 1932 | док | Негр Робинсон — член Моссовета | камео |
| 1947 | ф   | Миклухо-Маклай                 | Малу  |